# Ульбашев, Азнор Жанибекович
Азнор Жанибекович Ульба́шев (карач.-балк. Улба́шланы Жанибекни жашы Азнор; 1931, с. Шаурдат, Кабардино-Балкарская автономная область, РСФСР — 23 марта 2017, Кашхатау, Черекский район, Российская Федерация) — советский, российский балкарский актёр и певец, исполнитель балкарских народных песен. Заслуженный работник культуры КБАССР. Народный артист Кабардино-Балкарской Республики (2011).

## Биография
В 1944—1957 гг. вместе с балкарским народом был депортирован в Среднюю Азию. Проживал в с. Талды, Талды-Курганской области Казахстана.
В 1946 г. присоединился к духовому оркестру под руководством Николая Мина. Оркестр состоял преимущественно из корейцев, высланных в Среднюю Азию. С тех пор владел корейским языком. В 1951 г. был назначен директором местного клуба.
После возвращения из ссылки устроился актером в Государственный драматический театр в г. Нальчике. Позже был назначен директором Советского районного Дома культуры.
В разное время работал на различных должностях: заведующим отделом культуры, директором районной киносети, заведующим автоклубом отдела культуры Советского района КБАССР.
Организовывал танцевальные и вокальные кружки художественной самодеятельности.

## Награды и звания
- Почётные грамоты ВДНХ СССР (1961), Президиума Верховного Совета КБАССР (1958), Кабардино-Балкарского обкома КПСС (1965), Правительства КБР (2005)
- Почётное звание «Заслуженный работник культуры КБАССР».
- Медаль ордена «За заслуги перед Отечеством» II степени (2009)[8][9]
- Народный артист Кабардино-Балкарии (2011)[10][11]